# Chiesa di Santa Maria di Modugno
La chiesa di Santa Maria di Modugno è un luogo di culto sconsacrato di Modugno (BA). Si trova in via Paradiso ed è situata a circa 1 chilometro da piazza Sedile.
È stata la prima chiesa di Modugno e, secondo la tradizione, intorno ad essa sarebbe sorto il primo nucleo della cittadina modugnese, poi spostatosi, intorno all'anno Mille vicino al castello della Motta. Si trovava lungo la via Minucia Traiana. Questa chiesa fu dedicata alla Madonna Assunta, ma nel XVI secolo questo nome fu conferito all'attuale chiesa matrice.
Il complesso della chiesa, per molto tempo in stato di incuria ed abbandono, conserva i muri perimetrali e resti di affreschi sulle pareti. Diverse campagne di scavi archeologici hanno portato alla luce i resti di un esteso sepolcreto medioevale e di antiche cappelle sulle quali è stata fondata la chiesa.
Accanto alla struttura della chiesa è visibile una casa colonica fatta costruire nel 1748 dall'arciprete Flora.
Sino ai primi decenni del Novecento era meta di processioni che si svolgevano il 25 aprile e il 15 agosto e si concludevano con messa solenne in onore dell'Assunta. Nel 1938 la volta della navata centrale crollò e la chiesa venne abbandonata. La casa colonica settecentesca venne utilizzata come fabbrica di scale fino agli anni settanta, in quanto disponeva di un pozzo esterno. Dal 1990 è sede dell'Archeoclub di Modugno.